# Eupholus geoffroyi
Espèce
Eupholus geoffroyi est une espèce d'insectes coléoptères phytophages du genre Eupholus (charançon bleu) appartenant à la famille des Curculionidae.
Cette espèce est originaire des zones boisées de Nouvelle-Guinée. Elle a été décrite par l'entomologiste français, Guérin-Méneville (1799-1874) et baptisée en l'honneur de l'académicien des sciences, Étienne Geoffroy Saint-Hilaire (1772-1844), professeur de zoologie à la faculté des sciences de Paris.

## Description
Eupholus geoffroyi peut atteindre une longueur de 18 à 29 millimètres. Sa couleur de base est bleu-turquoise mouchetée de noir avec trois bandes transversales noires sur les élytres. Son pronotum conique est bien développé. Sa carapace de chitine est robuste. Ses antennes se terminent par une petite massue noire bien distincte. Cette espèce est active pendant la nuit.

## Taxonomie
Synonymes
- Cette espèce a d'abord été décrite sous le nom de Geonemus geoffroyi Guérin-Méneville
- Eupholus mirabilis
- Eupholus intermedius

Sous-espèce
- Eupholus geoffroyi chrysites Heller (1915)[3], nord de la Papouasie anciennement allemande